# SellaBand
SellaBand (SAB) war eine im August 2006 gegründete Musik-Website, die ursprünglich Bands und Einzelmusikerinnen die Möglichkeit geben wollte, Crowdfunding für ein professionell aufgenommenes Album zu ermöglichen. Zwischenzeitlich konnten Künstler aller Sparten ein Budget zu einem beliebigen, im vornherein definierten Zweck sammeln. Die Website wurde nach der Insolvenz des Trägerunternehmens im August 2015 vom Netz genommen.

## Das Unternehmen
SellaBand (SAB) wurde im August 2006 von Johan Vosmeijer (ehemals bei Sony/BMG), Pim Betist (ehemals Shell) und Dagmar Heijmans (ehemals Sony/BMG) gegründet. Es war die älteste europäische Crowdfunding-Seite.
Anfang 2008 verließ Pim Betist Sellaband und rief Africa Unsigned ins Leben. Er nutzte dabei die Technologie von Sellaband als Plattform und wurde durch die niederländische Regierung unterstützt.
Obwohl noch am 8. April 2008 3,5 Millionen € (5 Millionen US-Dollar) durch die Prime Technology Ventures als Risikokapitalgeber in die Firma investiert wurden, musste die Gesellschaft am 19. Februar 2010 die vorläufige Zahlungseinstellung (Moratorium) beim Amsterdamer Gericht beantragen, die am selben Tag bewilligt wurde. Am 22. Februar 2010 wurde das Zahlungsmoratorium in eine Insolvenz umgewandelt.
Bereits am 24. Februar 2010 verkaufte der Insolvenzverwalter Paul Schaink den gesamten Geschäftsbetrieb, inklusive aller Verbindlichkeiten gegenüber Believern und Künstlern, an deutsche Investoren rund um den neuen Geschäftsführer Michael Bogatzki.
Die in Bocholt, Deutschland, gegründete Gesellschaft wurde ursprünglich in der Rechtsform der GmbH & Co. KG, später der Aktiengesellschaft geführt. Die Büros befanden sich in Amsterdam, Niederlande. Seit der Insolvenz wurde SellaBand als GmbH weitergeführt. Der Firmensitz wurde nach München und später nach Berlin verlegt.
Am 28. August 2015 stellte auch die Sellaband GmbH einen Antrag auf Eröffnung des Insolvenzverfahrens. Dieser wurde mangels Masse durch das Amtsgericht Charlottenburg am 12. Januar 2016 abgelehnt.

## Neues Modell
Seit dem 1. Oktober 2009 bis zur Insolvenz war Sellaband mit einem völlig neuen Geschäftskonzept am Markt. Dieses ermöglichte den Künstlern die freie Entscheidung über ihren Finanzierungsplan und belässt auch alle Rechte bei den Künstlern. Jeder Künstler konnte nun über Sellaband Geld einsammeln, um ein Projekt zu finanzieren, egal ob dies wie ursprünglich in der Aufnahme einer CD oder auch in der Finanzierung einer Tour, von Werbemaßnahmen etc. bestand. Damit einhergehend war nunmehr auch das Budget und die den Believern angebotene Gegenleistung vom Künstler frei wählbar.
Als erste bereits erfolgreiche Gruppe begann Public Enemy damit, bei Sellaband Geld für die nächste CD einzusammeln. Die Band entschied sich dabei für ein Budget von US$250.000, die in Parts von US$25 gezeichnet werden konnten.
Nach dem Neustart wurde das Modell wiederum verändert. Die freie Entscheidung über die Höhe des Budgets und die dafür angebotenen Gegenleistungen blieb. Die Variabilität der Projekte wurde jedoch eingeschränkt auf die Produktion von Musik, Vermarktung, Konzerte und den Verkauf von Tickets. Anfang September wurde die Leitwährung von US-Dollar zu Euro geändert, womit dem Umstand Rechnung getragen werden sollte, dass der größte Teil der Künstler und Investoren aus dem Euro-Raum stammte.

## Believer
Jeder, der daran interessiert war einen bei Sellaband registrierten Künstler zu unterstützen, konnte sogenannte „Parts“ kaufen. Dabei konnte man frei wählen, wie viele „Parts“ man kaufen möchte und ob man einen oder mehrere Künstler unterstützen möchte.
Bis alle „Parts“ von einem Künstler gezeichnet wurden und das gewählte Budget damit erreicht wurde, wurde das von den Believern eingesammelte Geld durch einen Treuhänder verwaltet und stand somit weder im Verfügungsbereich der Künstler noch von Sellaband. Die auf das angesammelte Geld erzielten Zinsen, wurden allerdings vollständig von Sellaband vereinnahmt So lange noch nicht alle „Parts“ eines Künstlers verkauft wurden, konnte ein Believer jederzeit bereits gezeichnete „Parts“ zurückgeben. Das so frei gewordene Geld konnte in andere Künstler investiert werden. Eine Auszahlung des Guthabens war nunmehr nur noch innerhalb von zwei Wochen nach erfolgter Investition möglich. Sobald ein Künstler sein Budget voll finanziert hatte, waren die investierten Gelder endgültig festgelegt und der Treuhänder übergab das Geld an Sellaband, um die Projektfinanzierung zu gewährleisten.
Die Änderung der Nutzungsbedingungen führte umgehend zu regen Diskussionen. Viele aktive Believer beantragten in der Folge eine sofortige Auszahlung ihrer bisher eingezahlten Guthaben.

## Experten
Grundsätzlich konnten die bei Sellaband aktiven Künstler arbeiten, mit wem auch immer sie dies wollen. Eine der Stärken von Sellaband war aber die Möglichkeit, die Künstler mit erstklassigen Produzenten zusammenzubringen. Es wirkten zum Beispiel Tony Platt (AC/DC, Bob Marley), Attie Bauw (Scorpions, Judas Priest), Peter Denenberg (Spin Doctors, Deep Purple), Steve Bush (Stereophonics, Corinne Bailey Rae), Mick Glossop (Van Morrison, Waterboys), Malcolm Burn (Patti Smith, Emmylou Harris) und Greg Haver (Manic Street Preachers, Super Furry Animals) an bei Sellaband produzierten Alben mit.

## Partnerschaften
Am 18. Dezember 2007 wurde eine Partnerschaft mit der britischen Seite von Amazon.com bekannt gegeben. Nunmehr zeichnete Amazon von jedem Künstler, der US$ 30.000 erreichte, 100 Parts und vertrieb die CDs über die eigene Seite. Die Partnerschaft wurde auf Amazon in Deutschland und in den USA ausgeweitet.
Im März 2009 kündigte Sellaband an, dass man in den USA mit Chuck D’s Firma BTN (Bring The Noise) Management starten wollte, wobei der Public-Enemy-Frontmann als „US-Botschafter“ von Sellaband fungieren sollte.
Im Juni 2009 wurde Sellaband.de gestartet. Die erste Schwesterseite wurde gemeinsam mit der MerchandisingMedia GmbH umgesetzt. Im Zuge der Konzeptänderungen und Neuausrichtung von Sellaband wurde das Sellaband.de Projekt bereits nach kurzer Zeit wieder aufgegeben. Nach dem Relaunch und der Übernahme am 24. Februar 2010 wurde wieder eine vollständig deutschsprachige Website gestartet.

## Künstler mit erreichtem Budget
Seit dem Start der Seite im August 2006 bis April 2012 erreichten insgesamt 86 Künstler das gesteckte Budgetziel Ziel. Die erste dabei erfolgreiche Band war Nemesea, die am 2. November 2006 eine Albumfinanzierung abschließen konnten. Als Erster schaffte es der aus den USA stammende Musiker Cubworld sein zweites Projekt bei Sellaband vollständig finanzieren zu lassen. Im Oktober 2010 schlossen gleich zwei Musiker erstmals Projekte ab, die nicht zur Aufnahme von Musik dienten, sondern zur Promotion für bereits veröffentlichte Alben bestimmt waren.
Der größte Erfolg bei Sellaband war der Einstieg auf Platz 8 der niederländischen Album-Charts durch Hind im Oktober 2010.
Zwischenzeitlich waren fast 10.000 Künstler bei Sellaband registriert. Hier wurde im Mai 2009 aufgeräumt, indem inaktive Künstler entfernt wurden. Nachdem per 1. September 2010 die Laufzeit eines Projektes auf 12 Monate begrenzt wurde, sank die Anzahl aktiver Künstler. Im April 2012 konnten ca. 700 Künstler Parts gezeichnet werden.

## Ursprüngliches Modell
Vor der vollständigen Flexibilisierung von Budgethöhe und Incentivierung war es das Ziel jeder Band ein Budget von US$ 50.000 bzw. seit dem 1. Dezember 2008 alternativ auch US$ 100.000 zu erreichen, das in „Parts“ zu je US$ 10 eingeteilt war. Das Budget von US$ 100.000 wurde zwischen Einführung und vollständiger Flexibilisierung der Budgets von keinem Künstler erreicht.
Ursprünglich erhielt jeder Believer von der finanzierten CD pro erworbenem Part eine „Limited-Edition CD“. Nach der erfolgten Systemumstellung Ende 2008 erhält nunmehr jeder Believer nur noch eine „Limited-Edition CD“. Soweit weitere Parts erworben wurden, wurden stufenweise zusätzliche Rabattgutscheine für weitere Standard-Cds ausgegeben.
Darüber hinaus erhielten die Believer einen prozentualen Anteil (basierend auf der Anzahl der gezeichneten Anteile jeder Band) der Einnahmen aus dem Verkauf der „normalen“ CDs sowie die Möglichkeit, das Album als MP3 herunterzuladen.

## Belege
1. ↑  Was war noch mal ... Crowdfunding?, brandeins.de, 2. Februar 2017
2. ↑  Wenn Fans zu Investoren werden: Das Phänomen Crowdfunding, detektor.fm, 24. Februar 2011
3. ↑  Africa Unsigned - Brands, Bands & Fans. In: africaunsigned.com.
4. ↑  Ernst-Jan Pfauth: Sellaband closes a round of € 3.5 million funding for international expansion. the Next web, 8. April 2008, abgerufen am 16. April 2008.
5. ↑  Mike Butcher: SellaBand wins $5 million in Series A. TechCrunch, 8. April 2008, abgerufen am 16. April 2008.
6. ↑  Archivierte Kopie (Memento des Originals vom 12. April 2008 im Internet Archive)  Info: Der Archivlink wurde automatisch eingesetzt und noch nicht geprüft. Bitte prüfe Original- und Archivlink gemäß Anleitung und entferne dann diesen Hinweis.
7. ↑  Bankrupt, Crowd-Funded SellaBand Acquired by German Investors, Wired, 24. Februar 2010
8. ↑  Archivierte Kopie (Memento des Originals vom 8. Oktober 2009 im Internet Archive)  Info: Der Archivlink wurde automatisch eingesetzt und noch nicht geprüft. Bitte prüfe Original- und Archivlink gemäß Anleitung und entferne dann diesen Hinweis.
9. ↑  Fund Raising agreement. Sellaband, archiviert vom Original am 31. März 2010; abgerufen am 22. April 2010.  Info: Der Archivlink wurde automatisch eingesetzt und noch nicht geprüft. Bitte prüfe Original- und Archivlink gemäß Anleitung und entferne dann diesen Hinweis.
10. ↑  Website Update 01/09/10. Sellaband, ehemals im Original (nicht mehr online verfügbar); abgerufen am 5. Oktober 2010. (Seite nicht mehr abrufbar. Suche in Webarchiven)  Info: Der Link wurde automatisch als defekt markiert. Bitte prüfe den Link gemäß Anleitung und entferne dann diesen Hinweis.
11. ↑  Frequently Asked Questions - SellaBand (Memento des Originals vom 21. März 2009 im Internet Archive)  Info: Der Archivlink wurde automatisch eingesetzt und noch nicht geprüft. Bitte prüfe Original- und Archivlink gemäß Anleitung und entferne dann diesen Hinweis.
12. ↑  Believers Terms & Conditions. Sellaband, archiviert vom Original am 31. März 2010; abgerufen am 22. April 2010.  Info: Der Archivlink wurde automatisch eingesetzt und noch nicht geprüft. Bitte prüfe Original- und Archivlink gemäß Anleitung und entferne dann diesen Hinweis.
13. ↑  Sellaband-Forum. Ehemals im Original (nicht mehr online verfügbar); abgerufen am 22. April 2010. (Seite nicht mehr abrufbar. Suche in Webarchiven)  Info: Der Link wurde automatisch als defekt markiert. Bitte prüfe den Link gemäß Anleitung und entferne dann diesen Hinweis.
14. ↑  Sellaband Launches Stateside with Ambassador Chuck D. In: WIRED. 12. März 2009.
15. ↑  https://www.sellaband.de/de/searches?options%5Bsearch_query%5D=&options%5Bsince%5D=always&options%5Bartists_status%5D=reached&options%5Bgenre_id%5D=&options%5Bcountry_id%5D=&sort=projects.target_percentage_reverse&commit=Suche@1@2Vorlage:Toter+Link/www.sellaband.de+(Seite+nicht+mehr+abrufbar,+festgestellt+im+Mai+2019.+Suche+in+Webarchiven) Datei:Pictogram+voting+info.svg Info:+Der+Link+wurde+automatisch+als+defekt+markiert.+Bitte+prüfe+den+Link+gemäß+Anleitung+und+entferne+dann+diesen+Hinweis.
16. ↑  SellaBand: Sellaband - News - Cubworld becomes first artist to close his 2nd budget. In: SellaBand. Archiviert vom Original am 20. Januar 2010; abgerufen am 19. Dezember 2009.  Info: Der Archivlink wurde automatisch eingesetzt und noch nicht geprüft. Bitte prüfe Original- und Archivlink gemäß Anleitung und entferne dann diesen Hinweis.
17. ↑  SellaBand: Sellaband - News - Hind's album 'Crosspop' hits Top 10. In: SellaBand. Archiviert vom Original am 10. Mai 2011; abgerufen am 16. Oktober 2010.  Info: Der Archivlink wurde automatisch eingesetzt und noch nicht geprüft. Bitte prüfe Original- und Archivlink gemäß Anleitung und entferne dann diesen Hinweis.
18. ↑  SellaBand: Sellaband - News - A Deadline For Projects. In: SellaBand. Ehemals im Original (nicht mehr online verfügbar)